# Lnicznik właściwy
Lnicznik właściwy, l. cuchnący (Camelina alyssum (Mill.) Thell) – gatunek rośliny z rodziny kapustowatych. Występował w strefie klimatu umiarkowanego w Europie i na Syberii Zachodniej jako chwast upraw lnu. Obecnie w Polsce, a być może w całym swoim zasięgu jest gatunkiem wymarłym. We florze Polski klasyfikowany był jako archeofit.

## Rozmieszczenie geograficzne
Pierwotny zasięg występowania gatunku obejmował kontynent europejski z wyjątkiem jego skrajnie zachodnich, północnych i południowych części. Izolowane stanowiska znane były ponadto z zachodniej Syberii. W Polsce występował na terenie całego kraju z wyjątkiem wyższych położeń górskich. Lnicznik właściwy został również zawleczony do Stanów Zjednoczonych (stany: Montana, Dakota Północna, Dakota Południowa, Wyoming, Kalifornia i Kolorado) oraz Kanady (prowincje: Manitoba, Saskatchewan i Alberta), gdzie stwierdzano jego stanowiska na polach uprawnych, przydrożach oraz preriach. Obecność gatunku w centralnej części Północnej Ameryki nie została jednak potwierdzona w okresie ostatnich 50 lat, a przynajmniej część historycznych stanowisk podawana była na podstawie błędnie oznaczonych okazów lnicznika siewnego. Ponadto zawleczony został do Ameryki Południowej (Chile – Region Metropolitalny; Argentyna – prowincje Buenos Aires i Santa Fe), Nowej Zelandii i Australii, gdzie stwierdzany był co najmniej dwukrotnie w południowej części kontynentu (w 1919 r. w okolicach Penoli oraz w 1945 r. niedaleko miejscowości Goolwa w pobliżu ujścia wód jeziora Alexandrina do morza) oraz na Tasmanii.

## Morfologia
ŁodygaWzniesiona,  o wysokości od 50 do 100 cm, zazwyczaj nierozgałęziająca się lub rozgałęziona  (zwłaszcza w górnej części), naga lub pokryta nielicznymi, rozgałęzionymi włoskami.
LiścieEliptycznopodługowate lub eliptycznolancetowate, całobrzegie do pierzastosiecznych, cienkie. Liście łodygowe strzałkowate w nasadzie, siedzące. Liście odziomkowe na ogonkach.
KwiatyKorona złożona z czterech jasnożółtych płatków długości 4-5 mm. Kwiatostan w formie grona. Okres kwitnienia trwa od czerwca do lipca.
OwoceŁuszczynki w kształcie od gruszkowatych do okrągławych, grube, długości 6,5 do 12 mm, znajdują się na szypułkach odstających o 40 do 110 stopni od osi kwiatostanu. Nasiona zaokrąglone, spłaszczone, długości 1,5-2,9 mm, czerwonawe.
Gatunki podobneGatunek może być mylony z lnicznikiem siewnym i drobnoowocowym oraz innymi przedstawicielami rodzaju Camelina.

## Systematyka i zmienność
Gatunek zmienny. Wyróżniane były dwa podgatunki:
- Camelina alyssum subsp. alyssum – dolne liście zazwyczaj mocno wcinane, łodyga nierozgałęziona lub słabo rozgałęziona, łuszczynki długości 6,5-9 mm znajdują się na szypułkach odgiętych od osi kwiatostanu pod kątem 40-90 stopni[3][4].

- Camelina alyssum subsp. integerrima – dolne liście całobrzegie lub słabo wcinane,  łodyga przeważnie rozgałęziona, łuszczynki długości 9-12 mm znajdują się na esowato wygiętych szypułkach odchylonych od osi kwiatostanu o 70-110 stopni[3][4].

Istnieją również liczne formy o cechach morfologicznych przejściowych pomiędzy obydwoma taksonami. W Polsce dominował podgatunek Camelina alyssum subsp. alyssum, dwukrotnie przewyższający pod względem liczebności drugi podgatunek.

## Pochodzenie

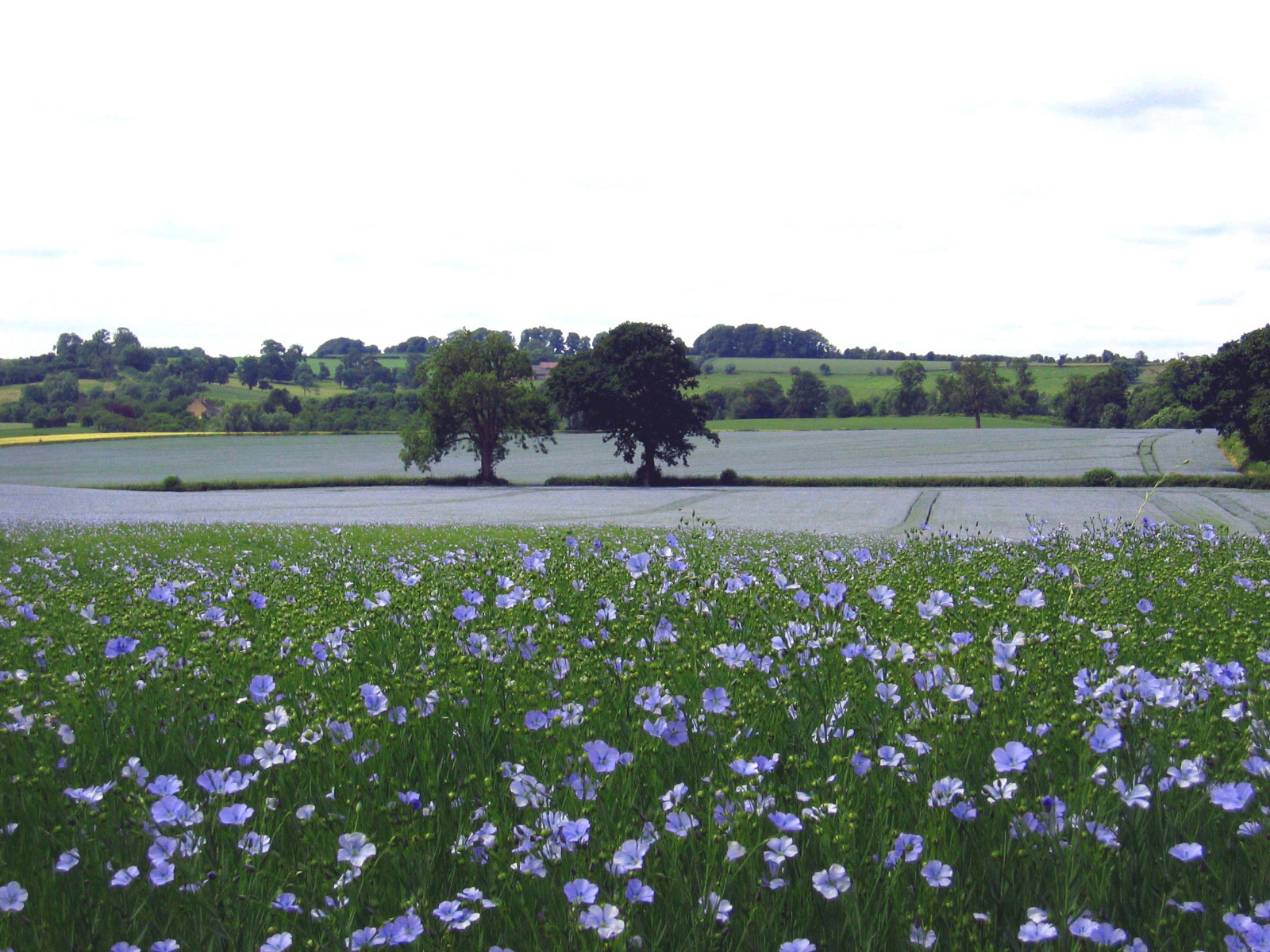
Tradycyjnie pielęgnowane uprawy lnu były podstawowym siedliskiem lnicznika właściwego

Archeofit zaliczany do grupy archaeophyta anthropogena – taksonów powstałych pod wpływem działalności człowieka. Gatunek wyodrębnił się na skutek długotrwałej presji selekcyjnej związanej ze specyficzną techniką i rytmiką tradycyjnych upraw lnu, a taksonem wyjściowym był prawdopodobnie lnicznik siewny. Nasiona omawianego gatunku odnotowano w wykopaliskach archeologicznych na terenie Polski.

## Biologia i ekologia
Chwast jednoroczny zaliczany do tzw. „specjalistów lnowych”, ściśle związany z uprawami tej rośliny na suchych, ciepłych i nasłonecznionych stanowiskach na niżu oraz w górach do wysokości 1100 m n.p.m.. Sporadycznie obserwowano jego przenikanie do upraw zbożowych, a na Dolnym Śląsku był w latach trzydziestych XX wieku stwierdzony na terenach kolejowych w okolicach miejscowości Krzywina. W fitosocjologii gatunek charakterystyczny dla związku Lolio-Linion oraz należącego do niego zespołu roślinnego Spergulo-Lolietum remoti. Roślina speirochoryczna – nasiona rozprzestrzeniane były wraz z materiałem siewnym lnu. Liczba chromosomów 2n=40.

## Zagrożenia i ochrona
Lnicznik właściwy nie jest obecnie stwierdzany nigdzie w całym swoim dawnym zasięgu geograficznym i być może jest już gatunkiem całkowicie wymarłym. Na terenie Polski stał się rzadki już latach osiemdziesiątych XX wieku, a dziś uważany jest za wymarły w skali kraju.
Kategorie zagrożenia gatunku w opracowaniach krajowych:
- Kategoria zagrożenia w Polsce według Czerwonej listy roślin i grzybów Polski (2006)[14]: Ex (wymarły i zaginiony); 2016: EX (całkowicie wymarły)[15].
- Kategoria zagrożenia w Polsce według Polskiej Czerwonej Księgi Roślin[16][17]: EX (extinct, w Polsce całkowicie wymarły).

Do głównych przyczyn ustąpienia lnicznika właściwego zalicza się ograniczenie areału upraw lnu oraz intensyfikacje zabiegów pielęgnacyjnych w istniejących uprawach, w szczególności staranne oczyszczanie materiału siewnego, co uniemożliwiło gatunkowi rozprzestrzenianie się na odpowiednie siedliska.
W ramach realizowanego w okolicach Doliny Biebrzy projektu „Jak to ze lnem było - ochrona bioróżnorodności i tradycji”, dzięki pozyskaniu nasion z kolekcji Krajowego Centrum Roślinnych Zasobów Genowych udało się w sezonie 2003 przejściowo odtworzyć populacje lnicznika właściwego na poletkach eksperymentalnych obsianych starymi odmianami lnu.

## Choroby
Według danych z Polski, Estonii i byłego Związku Radzieckiego gatunek był atakowany przez pasożytniczego grzyba Erysiphe cruciferarum Opiz ex L. Junell z rodziny Erysiphaceae.